# 이탈리아 여자 배구 국가대표팀
이탈리아 여자 배구 국가대표팀(이탈리아어: Nazionale di pallavolo femminile dell'Italia)은 이탈리아를 대표하여 국가대항전에 참가하는 여자 배구 국가대표팀으로 이탈리아 배구 연맹에 의해 운영된다.

## 대회 성적

### 올림픽
- 2000년 — 9위
- 2004년 — 5위
- 2008년 — 5위
- 2012년 — 5위
- 2016년 — 9위
- 2020년 — 6위
- 2024년 —  금메달